# Barje, Bosilegrad
Barje (izvirno srbsko Барје; bolgarsko Барие) je naselje v Srbiji, ki upravno spada pod Občino Bosilegrad; slednja pa je del Pčinjskega upravnega okraja.

## Demografija
V naselju živi 4 polnoletnih prebivalcev, pri čemer je njihova povprečna starost 34,8 let (26,3 pri moških in 46,2 pri ženskah). Naselje ima 2 gospodinjstev, pri čemer je povprečno število članov na gospodinjstvo 3,50.
To naselje je, glede na rezultate popisa iz leta 2002, večinoma srbsko.
|  |

| Demografija | Demografija     | Demografija     |
| Leto        | Št. prebivalcev | Št. prebivalcev |
| ----------- | --------------- | --------------- |
|             |                 |                 |
|             |                 |                 |
|             |                 |                 |
|             |                 |                 |
| 1948        | 146             |                 |
| 1953        | 180             |                 |
| 1961        | 164             |                 |
| 1971        | 140             |                 |
| 1981        | 82              |                 |
| 1991        | 42              | 40              |
| 2002        | 7               | 7               |
|             |                 |                 |

| Etnična sestava po popisu iz leta 2002 | Etnična sestava po popisu iz leta 2002 | Etnična sestava po popisu iz leta 2002 | Etnična sestava po popisu iz leta 2002 | Etnična sestava po popisu iz leta 2002 |
| -------------------------------------- | -------------------------------------- | -------------------------------------- | -------------------------------------- | -------------------------------------- |
| Srbi                                   | Srbi                                   |                                        | 6                                      | 85,71%                                 |
| Neznano                                | Neznano                                |                                        | 0                                      | 0,0%                                   |